# Aleksandra Vuković-Kuč
Aleksandra Vuković-Kuč (* 4. Mai 1981 in Nikšić) ist eine montenegrinische Journalistin und Politikerin der Demokratischen Partei der Sozialisten Montenegros (DPS), die unter anderem seit 2016 Mitglied im Parlament von Montenegro ist.

## Leben
Aleksandra Vuković-Kuč absolvierte ein Studium im Fach Internationale Beziehungen, welches sie mit einem Master beendete. Sie war Mitautorin des ersten Lesebuchs für die 4. Klasse des Gymnasiums in montenegrinischer Sprache und war zehn Jahre lang als Redakteurin und Moderatorin der Sendungen „Tekstura“ im Fernsehsender NTV Montena und „Raskovnik“ im Fernsehsender 777. 2011 wurde sie Lehrassistentin für montenegrinische Sprache und Literatur an der Fakultät für Geisteswissenschaften der privaten Universität Donja Gorica in Podgorica.
Bei der Parlamentswahl am 16. Oktober 2016 wurde Aleksandra Vuković-Kuč für die Demokratische Partei der Sozialisten Montenegros DPS (Demokratska Partija Socijalista Crne Gore) erstmals Mitglied im Parlament von Montenegro (Skupština Crne Gore). Bei der Parlamentswahl am 30. August 2020 wurde sie für die DPS unter Milo Đukanović wieder zum Mitglied der Skupština gewählt und gehörte in der Legislaturperiode 2020 bis 2023 den Ausschüssen für internationale Beziehungen und Auslandsmontenegriner, für Geschlechtergleichstellung sowie für Bildung, Wissenschaft, Kultur und Sport als Mitglied an. Außerdem war sie Mitglied der Ständigen Delegation in der Parlamentarischen Versammlung der Union für den Mittelmeerraum. Bei der Parlamentswahl am 11. Juni 2023 wurde sie für die DPS unter Danijel Živković im Wahlbündnis Zajedno! Za budućnost koja ti pripada („Gemeinsam! Für die Zukunft, die Ihnen gehört“), der neben DPS noch Socijaldemokrate Crne Gore SD, Demokratska unija Albanaca DUA sowie Liberalna partija Crne Gore LP angehören, zum dritten Mal zum Mitglied im Parlament von Montenegro gewählt. In der derzeitigen Legislaturperiode ist sie stellvertretende Vorsitzende des Ausschusses für Bildung, Wissenschaft, Kultur und Sport sowie ferner Mitglied des Verfassungsausschusses sowie weiterhin Mitglied des Ausschusses für internationale Beziehungen und Auslandsmontenegriner.